# 北京市第五十五中学国際部

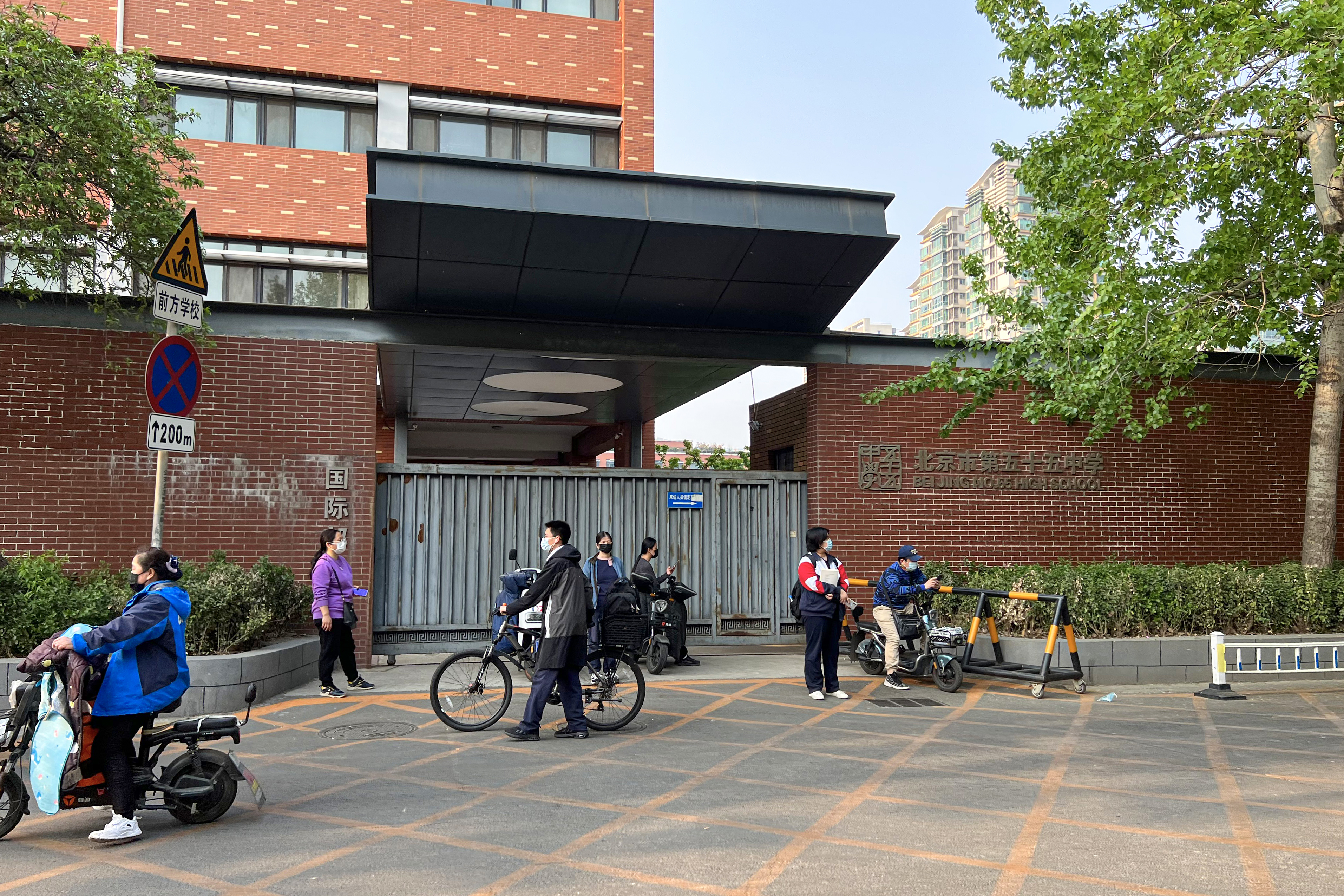
北京市第五十五中学国際部

北京市第五十五中学国際部(ペキンしだいごじゅうごちゅうがくこくさいぶ)は、北京市東城区にある北京市第五十五中学の国際部で、中国で初めて国際部として認められた中高一貫校である。

## 歴史
- 1954年 北京市第五十五中学開校
- 1975年 国際部設立
- 1994年 IBに認定される

## 最寄り駅
- 東四十条駅
- 東直門駅